# Hussein Chalayan
Hussein Chalayan (właśc. Hüseyin Çağlayan, ur. 12 sierpnia 1970 w Lefkoşa) – brytyjski projektant mody tureckiego pochodzenia. Został dwa razy odznaczony nagrodą British Designer of the Year (1999 i 2000). W 2006 został odznaczony Orderem Imperium Brytyjskiego.

## Życiorys
Hussein Chalayan przeprowadził się do Anglii z rodziną w 1978 roku. W Londynie studiował na Central St. Martins College of Art, gdzie ukończył kierunek projektowania mody. Jego końcowa praca była zatytułowana „The Tangent Flows”. Bazowała ona na ubiorach z rozkładającego się jedwabiu. Materiał został bowiem zakopany na kilka tygodni w ziemi, a następnie odkopany.
W 1995 Chalayan zaprojektował marynarkę dla Bjork - piosenkarka była w nią obrana na okładce jej płyty „Post”. W tym samym roku, w wieku 25 lat, pokonał stu konkurentów w konkursie zorganizowanym przez Absolut. Nagrodą było 28 tysięcy funtów na rozwinięcie działalności, jako projektant. Hussein przeznaczył tę kwotę na projekty ubrań na Londyński Fashion Week w październiku 2005 roku. 
Od 1998 do 2001 Chalayan pracował dla Nowojorskiej marki TSE. Później współpracował z markami Marks and Spencer, Gibo i Asprey.
W międzyczasie Chalayan pracował nad własną linią projektów. W 2002 stworzył linię bielizny męskiej, w 2005 dodał linię dla młodszych osób. W 2008, we współpracy z marką Swarovski zaprojektował cykl sukienek ze świecącymi diodami. Kolekcja została pokazana w Tokio.

## Nagrody i wyróżnienia
- 1999 i 2000: British Designer of the Year[5],
- 2006: Kawaler Orderu Imperium Brytyjskiego[6],
- 2007: Design Star Honoree — tytuł przyznawany przez The Fashion Group International[7].